# Jennifer Dodds
Jennifer Dodds (født 1. oktober 1991) er en britisk curlingspiller.
Hun repræsenterede Storbritannien under vinter-OL 2022 i Beijing, hvor hun tog guld.